# Liga de Expansión MX
La Liga de Expansión MX, nota anche come Liga de Desarrollo, è una competizione calcistica messicana fondata nel 2020 come parte del progetto di stabilizzazione messo in atto dopo la rivoluzione del sistema calcistico messicano.

## Formato
Il 20 febbraio 2020 i presidenti delle società di Liga MX e Ascenso MX si riunirono per trovare una soluzione che rafforzasse le due principali leghe del calcio messicano.
Il 17 aprile Enrique Bonilla, presidente esecutivo della prima divisione, affermò che i club della seconda divisione avevano presentato una lettera per richiedere aiuto a causa della crisi che stavano attraversando, dovuta principalmente alla perdita di introiti televisivi, riduzione delle sponsorizzazioni e scarsi guadagni al botteghino. Inoltre aggiunse che nessuna squadra era certificata per avanzare alla divisione successiva e che molte erano vicine al fallimento a causa della necessità di coprire un deficit finanziario annuale mediamente superiore ai 25 milioni di pesos.
Per queste motivazioni fu studiato un piano per salvare i club di seconda divisione in modo da riuscire a stabilizzare la situazione e poter ripartire in seguito con una struttura più solida. Venne creata una lega provvisoria denominata Liga de Expansión MX e furono concordati i seguenti punti:
- Interruzione della stagione 2019-2020 di Ascenso MX e sospensione della stessa per le successive sei stagioni;
- Sospensione di promozioni e retrocessioni per i successivi sei anni;
- Sospensione della regola sull'impiego dei calciatori minorenni in Liga MX per la stagione 2020-2021;
- Creazione di una nuova divisione formata dai club di Ascenso MX, da filiali dei club di prima divisione e de tre squadre di Liga Premier su invito;
- Assegnazione di 60 milioni di pesos da distribuire in parti uguali ai 12 club di Ascenso per sistemare i propri debiti;
- Creazione di un fondo di 240 milioni di pesos da distribuire annualmente per i successivi 6 anni ai club della nuova lega escluse le filiali, ricavata in questo modo:
  - 120 milioni di pesos dall'ultima classificata in Liga MX;
  - 70 milioni di pesos dalla penultima classificata in Liga MX;
  - 50 milioni di pesos dalla terzultima classificata in Liga MX.

Il 26 giugno vennero ufficializzati i seguenti cambiamenti:
- Il Mineros de Zacatecas cambiò proprietario passando dal Grupo Pachuca a Eduardo López Muñoz;
- Lo Zacatepec si trasferì nella città di Morelia andando ricostituire il Atlético Morelia;
- I Cafetaleros (C) si trasferirono nella città di Cancún andando a costituire una nuova squadra chiamata Cancún Fútbol Club;
- L'Atlante si trasferì da Cancún a Città del Messico mantenendo la propria identità.

Vennero quindi confermate le 12 squadre partecipanti alla Clausura 2020 dell'Ascenso MX con l'aggiunta di Pumas Morelos e Tapatío, club filiali di Pumas e Chivas.
Il 17 luglio 2020 venne ufficializzata l'annessione di Tlaxcala e Tepatitlán dalla terza divisione portando a 16 il numero di squadre del torneo. Un'ulteriore squadra verrà aggiunta al termine della stagione 2020-2021 di Liga Premier.

## Squadre partecipanti
| Squadra              | Stagione 2019/2020     | Città                    |
| -------------------- | ---------------------- | ------------------------ |
| Atlante              | Ascenso MX             | Città del Messico        |
| Atlético Morelia     | Ascenso MX             | Morelia                  |
| Cancún               | Ascenso MX             | Cancún                   |
| Celaya               | Ascenso MX             | Celaya                   |
| Cimarrones           | Ascenso MX             | Hermosillo               |
| Correcaminos UAT     | Ascenso MX             | Ciudad Victoria          |
| Dorados              | Ascenso MX             | Culiacán                 |
| Leones Negros UdeG   | Ascenso MX             | Guadalajara              |
| Oaxaca               | Ascenso MX             | Oaxaca de Juárez         |
| Pumas Tabasco        | Filiale Liga MX        | Villahermosa             |
| Tampico Madero       | Ascenso MX             | Tampico / Ciudad Madero  |
| Tapatío              | Filiale Liga MX        | Zapopan                  |
| Tepatitlán           | Liga Premier - Serie A | Tepatitlán de Morelos    |
| Tlaxcala             | Liga Premier - Serie A | Tlaxcala de Xicohténcatl |
| Venados              | Ascenso MX             | Mérida                   |
| Mineros de Zacatecas | Ascenso MX             | Zacatecas                |